# Club Gel Puigcerdà
Club Gel Puigcerdà je hokejový klub z Puigcerdà (Katalánsko), který hraje Španělskou hokejovou ligu. Klub byl založen roku 1972. Domovským stadionem je Palau de gel de Puigcerdà s kapacitou 1450 lidí.

## Historie
V roce 1972 byl CH Puigcerdà jedním ze šesti zakládajících členů Superligy, nejvyšší španělské hokejové ligy. V roce 1983 vyhrál klub první ze svých dvanácti Copa del Rey. V roce 1986 vyhrál klub první ze šesti titulů a zároveň tím získal double. CG Puigcerdà zastupoval mnohokrát Španělsko i v Kontinentálním poháru.

## Vítězství
- Španělská liga ledního hokeje – 6x (1985/1986, 1988/1989, 2005/2006, 2006/2007, 2007/2008, 2019/2020)
- Copa del Rey – 12x (1983, 1984, 1986, 1987, 1992, 1999, 2004, 2005, 2007, 2008, 2010, 2022)
- Pohár federace: 2x (2005-06, 2006-07)
- Katalánský pohár: 6x (1984-85, 2002-03, 2003-04, 2005-06, 2007-08, 2008-09)